# Glaciar Flanagan
El glaciar Flanagan (79°29′S 82°42′O / -79.483, -82.700) es un glaciar en la Antártida.
El glaciar se encuentra en Pioneer Heights de la cordillera Heritage. Fluye hacia el este desde el Thompson Escarpment entre las colinas Gross y las colinas Nimbus confluyendo al hielo en el extremo inferior del glaciar Union. Fue incluido en los mapas por el United States Geological Survey a partir de relevamientos y fotografías aéreas U.S. Navy, 1961–66, y fue nombrado por el Comité Consultivo sobre Nomenclatura Antártica en honor al teniente Walter B. Flanagan, un oficial asistente de mantenimiento con el Escuadrón Naval norteamericano VX-6 en la base McMurdo durante la Operación Deep Freeze 1963 y 1964.